# Іван (Стінка)
Іва́н Сті́нка (англ. John Stinka; 14 січня 1935, Б'юкенен, Саскачеван — 19 вересня 2022, Саскатун, Саскачеван) — митрополит Української православної церкви Канади (Константинопольський патріархат). П'ятий митрополит УПЦК, перший — україноканадського походження.

## Ранні роки
Архієпископ Іван Стінка, наймолодший із 12-ти дітей, народився в селі Б'юкенен у родині Миколая і Анни (до шлюбу Спіжавка) Стінки. Початкову освіту здобув у школі у села Добрановець (англ. Dobranovetz School), а середню освіту — у Йорктонській колегії (англ. Yorkton Collegiate High School) у містечку Йорктон (Саскачеван). Одержавши вчительський сертифікат, учителював у Григорівській початковій школі (англ. Hryhoriw Elementary School); опісля — ще 10 років у Саскатуні. Протягом десятиліття був активним мирянином саскатунської православної громади: членом кафедрального хору та молодіжної організації СУМК.

## Священство
Восени 1969 вступив до православної Колегії святого Андрія на богословські студії: завершив їх ліцентіятом теології 1972. Продовжував і завершив студії гуманістики в Манітобському та Саскачеванському університетах бакалавратом мистецтв 1976.
З рук Владики Бориса (Яковкевича) прийняв дияконські свячення у Соборі Пресвятої Тройці в Саскатуні 18 серпня 1973 року; на священика — у Церкві Святого Преображення в Йорктоні 25 серпня 1974 року. Його перше в Саскачевані парафіяльне призначення — у Мус-Джо, з 1978 — надавав духовну обслугу в Кемсек.
Виявившись активним в українській громаді, за свою працю на церковній ниві нагороджений набедреником 1977 року та скуфією — 1980 року. Активний душпастир в УГПЦ Канади протягом 32 років.

## Єпископство
Обраний єпископом Саскатуну і вікарієм Середньої Єпархії на Надзвичайному 17-му Соборі УПЦК 1983 року, архієрейські свячення отримав того ж року в Катедрі Пресвятої Тройці у Вінніпезі 27 листопада з рук митрополита Андрія (Метюка), архієпископа Бориса (Яковкевича) та єпископа Василія (Федака).
Назначений Собором УПЦК 1985 року єпископом Едмонтонським та Західної єпархії, яка включає Альберту та Британську Колумбію.
Після смертей архієпископа Бориса та митрополита Андрея на 18-му Соборі УПЦК з 1990 року підвищено єпископа Івана до сану Архієпископа (титул «Архієпископ Едмонтону і Західної Єпархії»). Згодом Собор Єпископів УПЦК удостоїв владику Івана нагородою і привілеєм носіння хреста на клобуку з 29 травня 1993 року.
Після смерті митрополита Василія у січні 2005 року Архієпископ Іван став виконувачем обов'язків первоієрарха, а за апробатою константинопольського патріарха з 20 листопада 2005 року — митрополитом Української православної церкви Канади (Константинопольського патріархату).

## Предстоятель
Настоловання первоієрарха відбулася 23 липня 2006 року у Всеканадській митрополичій катедрі Пресвятої Трійці у Вінніпезі. Митрололит Сотіріос із Торонтської грецької митрополії завідував інтронізацією та вручив митрополиту Іванові від вселенського патріарха Варфоломія панагію, синю мантію, єпископський жезл та митрополичий білий клобук. Його співсвятителями були архієпископ торонтський Юрій (Каліщук), архієпископ нью-йоркський та вашингтонський Антоній (Щерба) та єпископ Георгій зі Сербської єпархії Канади.
На відкритті наради Консисторії церкви 15–17 квітня 2010 митрополит Іван повідомив членів Консисторії, що «після довгих роздумів, молитов, а також з уваги на стан свого здоров'я, вирішив уступитися від посади Первоієрарха Української Православної Церкви в Канаді та вийти на заслужений відпочинок» від 18 липня 2010 року. Про емеритуру блаженніший написав офіційного листа Соборові Єпископів, членам Консисторії УПЦ Канади та Вселенському Патріарху, підкреслюючи, що у нього є намір зробити публічне оголошення у цій справі на 22-му Звичайному Соборі УПЦ Канади, який відбувся 12-18 липня 2010 у Вінніпезі.
Помер ввечері, 19 вересня 2022 року в місті Саскатун, на 88-му році життя.